# Les Feux de l'Éden
Les Feux de l'Éden (titre original : Fires of Eden) est un roman fantastique de Dan Simmons paru en 1994, ayant obtenu le prix Locus du meilleur roman d'horreur 1995 et dont l'action se passe à Hawaii. Un des personnages principaux n'est autre que Samuel Clemens, alias Mark Twain.

## Résumé
De tous temps, les sorciers d'Hawaii ont invoqué les divinités souterraines pour chasser l'homme blanc, et le grondement des volcans a paru exprimer la colère d'une terre bafouée.
Mais cette fois, tandis que le milliardaire Byron Trumbo promène sur la grande île les Japonais auxquels il espère vendre un luxueux complexe hôtelier, des touristes disparaissent le terrain de golf se jonche de cadavres démembrés, un chien monstrueux passe, une main humaine dans la gueule... Qui a déchaîné les forces de l'enfer dans l'éden hawaiien ?
Eleanor, historienne américaine spécialiste du siècle des Lumières, parcourt l'île avec le journal de voyage rédigé au siècle dernier par une personne de sa famille. Là, peut-être, dans cette année 1866 où la déesse Pélé fut invoquée contre les dieux maléfiques, réside la clef du mystère...

## Éditions
- Fires of Eden, G. P. Putnam's Sons, 27 octobre 1994, 399 p.  (ISBN 978-0-399-13922-2)
- Les Feux de l'Éden, Albin Michel, 7 mars 1996, trad. Monique Lebailly, 400 p.  (ISBN 2-226-08179-8)
- Les Feux de l'Éden, Le Livre de poche no 14405, 1er mars 1998, trad. Monique Lebailly, 448 p.  (ISBN 2-253-14405-3)
- Les Feux de l'Éden, Pocket, coll. « Science-fiction » no 17711, 12 mars 2020, trad. Monique Lebailly, 576 p.  (ISBN 978-2-266-29807-0)